# Gold-Mistpilz
Der Gold-Mistpilz oder Gelbe Mistpilz (Bolbitius titubans, Syn. Bolbitius vitellinus) ist eine Pilzart aus der Familie der Mistpilzverwandten (Bolbitiaceae). Die Fruchtkörper erscheinen von Mai bis November auf Mist-, Stroh- und Pflanzenresten. Der Gold-Mistpilz ist kein Speisepilz.

## Merkmale

### Makroskopische Merkmale
Der sehr dünnfleischige Hut ist 2–6 cm breit, jung kegelig bis eiförmig, später glockig und zuletzt gewölbt bis ausgebreitet. Die jung glänzende, schmierig-klebrige Oberfläche ist leuchtend goldgelb bis zitronengelb gefärbt. Trocken und im Alter blasst der Hut hellgelb bis ockerlich aus. Der Rand ist durchscheinend furchig-gerieft, bei alten Exemplaren fast bis zur Mitte.
Die Lamellen sind am Stiel schmal angeheftet und stehen ziemlich gedrängt. Sie sind jung blassgelb und verfärben sich mit zunehmender Reife rostgelblich bis rostbräunlich, ihre Schneiden sind weiß bewimpert. Das Sporenpulver ist rostbraun.
Der zylindrische, hohle und sehr zerbrechliche Stiel ist 4–12 cm lang und 0,3–0,6 cm breit. Er ist weißlich bis gelblich gefärbt und über die ganze Länge flockig weiß bereift und seidig-faserig. Die Stielspitze ist meist stärker gelblich gefärbt. Auch das sehr dünne Fleisch ist weißlich bis gelblich und mehr oder weniger geruchs- und geschmacklos.

### Mikroskopische Merkmale
Die elliptischen Sporen sind 10–14 µm lang und 6–9 µm breit und haben einen Keimporus. Die Basidien sind abgestutzt und die Cheilozystiden flaschenförmig.

## Artabgrenzung
Der Gold-Mistpilz kann wegen seiner auffallend goldgelben Farbe kaum verwechselt werden. Ältere ausgeblasste Exemplare können dem von Jugend an milchweiß gefärbten Weißen Mistpilz (Bolbitius lacteus) ähnlich sehen, der seltener ist und an grasigen Stellen wächst.

## Ökologie und Verbreitung

Europäische Länder mit Fundnachweisen des Gold-Mistpilzes.
Legende:
grün = Länder mit Fundmeldungen
cremeweiß = Länder ohne Nachweise
hellgrau = keine Daten
dunkelgrau = außereuropäische Länder.

Man findet den häufigen Gold-Mistpilz von Mai bis November einzeln bis gesellig auf gedüngten Böden und an nährstoffreichen Standorten. Er wächst an grasigen Stellen, vermoderndem Stroh, auf Mist- und Komposthaufen oder auf Holzabfällen.

## Bedeutung
Der Gold-Mistpilz ist kein Speisepilz.